# Polni koledarji, prazni dnevi
Polni koledarji, prazni dnevi so zbirka enajstih kratkih zgodb slovenskega pisatelja Miha Mazzinija.

## Vsebina
V knjigi so naslednje zgodbe:
1. Enaindvajseto nadstropje
2. Alfred in sin
3. Bog, moj Facebook prijatelj
4. Čakajoč v Winnemucki
5. Jaz sem tisti
6. Revolucionar
7. Resnica lahko počaka
8. Hrepenenje po angelu
9. Ostanki ljubezni
10. Okno | Poroka
11. Trenutek med tem ko smo in ko nismo